# Torneo Kurowashiki (femminile)
Il Torneo Kurowashiki è una competizione pallavolistica per club giapponese. Si affrontano i club della SV.League, le migliori quattro formazioni della V.League, le migliori tre formazioni universitarie e la migliore formazione liceale giapponese.

## Albo d'oro
| Edizione                                                                                  | Edizione          | Podio                  | Podio         | Podio                  |
| Anno                                                                                      | Sede della finale | Campione               | Risultato     | Finalista              |
| ----------------------------------------------------------------------------------------- | ----------------- | ---------------------- | ------------- | ---------------------- |
| Dal 1952 al 1980 la competizione è denominata "Torneo Intercity"                          |                   |                        |               |                        |
| 1952 Dettagli                                                                             | Osaka             | Kurabo Kurashiki       | 2 - 0         | Kanebo                 |
| 1953 Dettagli                                                                             | Osaka             | Nichibo Amagasaki      | 2 - 1         | Kurabo Kurashiki       |
| 1954 Dettagli                                                                             | Osaka             | Kanebo                 | 2 - 0         | Kanebo Yodogawa HS     |
| 1955 Dettagli                                                                             | Osaka             | Kurabo Kurashiki       | 2 - 1         | Tsu                    |
| 1956 Dettagli                                                                             | Osaka             | Nichibo Kaizuka        | 2 - 1         | Kurabo Kurashiki       |
| 1957 Dettagli                                                                             | Osaka             | Nichibo Kaizuka        | 2 - 0         | Kurabo Kurashiki       |
| 1958 Dettagli                                                                             | Osaka             | Nichibo Kaizuka        | 2 - 1         | Nakamura Club          |
| 1959 Dettagli                                                                             | Osaka             | Nichibo Kaizuka        | 2 - 1         | Kurabo Kurashiki       |
| 1960 Dettagli                                                                             | Osaka             | Kurabo Kurashiki       | 2 - 1         | Nichibo Kaizuka        |
| 1961 Dettagli                                                                             | Osaka             | Nichibo Kaizuka        | 2 - 0         | Yashica                |
| 1962 Dettagli                                                                             | Osaka             | Nichibo Kaizuka        | 3 - 0         | Kurabo Kurashiki       |
| 1963 Dettagli                                                                             | Osaka             | Nichibo Kaizuka        | 3 - 1         | Kurabo Kurashiki       |
| 1964 Dettagli                                                                             | Osaka             | Nichibo Kaizuka        | 3 - 0         | Kurabo Kurashiki       |
| 1965 Dettagli                                                                             | Osaka             | Nichibo Kaizuka        | 3 - 0         | Hitachi Musashi        |
| 1966 Dettagli                                                                             | Osaka             | Nichibo Kaizuka        | 3 - 0         | Hitachi Musashi        |
| 1967 Dettagli                                                                             | Osaka             | Nichibo Kaizuka        | 3 - 0         | Yashica                |
| 1968 Dettagli                                                                             | Osaka             | Hitachi Musashi        | 3 - 0         | Kanebo                 |
| 1969 Dettagli                                                                             | Osaka             | Nichibo Kaizuka        | 3 - 0         | Yashica                |
| 1970 Dettagli                                                                             | Osaka             | Yashica                | 3 - 1         | Nichibo Kaizuka        |
| 1971 Dettagli                                                                             | Osaka             | Nichibo Kaizuka        | 3 - 0         | Yashica                |
| 1972 Dettagli                                                                             | Osaka             | Hitachi Musashi        | 3 - 1         | Sanyo Electric         |
| 1973 Dettagli                                                                             | Osaka             | Hitachi Musashi        | 3 - 0         | Yashica                |
| 1974 Dettagli                                                                             | Osaka             | Hitachi Musashi        | 3 - 0         | Yashica                |
| 1975 Dettagli                                                                             | Osaka             | Hitachi Musashi        | 3 - 0         | Kurabo Kurashiki       |
| 1976 Dettagli                                                                             | Osaka             | Hitachi                | 3 - 0         | Nichibo Kaizuka        |
| 1977 Dettagli                                                                             | Osaka             | Hitachi                | 3 - 0         | Fujifilm               |
| 1978 Dettagli                                                                             | Osaka             | Hitachi                | 3 - 1         | Unitika                |
| 1979 Dettagli                                                                             | Osaka             | Hitachi                | 3 - 0         | Kanebo                 |
| 1980 Dettagli                                                                             | Osaka             | Stati Uniti            | 3 - 0         | Unitika                |
| Dal 1981 al 1983 la competizione è denominata "Campionato Intercity"                      |                   |                        |               |                        |
| 1981 Dettagli                                                                             | Osaka             | Unitika                | 3 - 0         | Toyobo                 |
| 1982 Dettagli                                                                             | Osaka             | Hitachi                | 3 - 0         | Unitika                |
| 1983 Dettagli                                                                             | Osaka             | Hitachi                | 3 - 0         | Unitika                |
| Dal 1984 al 1995 la competizione è denominata "Torneo Kurowashiki"                        |                   |                        |               |                        |
| 1984 Dettagli                                                                             | Osaka             | Hitachi                | 3 - 0         | Toyobo                 |
| 1985 Dettagli                                                                             | Osaka             | Hitachi                | 3 - 1         | NEC Corporation        |
| 1986 Dettagli                                                                             | Osaka             | Daiei                  | 3 - 0         | Hitachi Belle Fille    |
| 1987 Dettagli                                                                             | Osaka             | Hitachi Belle Fille    | 3 - 0         | NEC Corporation        |
| 1988 Dettagli                                                                             | Osaka             | Hitachi Belle Fille    | 3 - 1         | Daiei                  |
| 1989 Dettagli                                                                             | Osaka             | Unitika                | 3 - 0         | Hitachi Belle Fille    |
| 1990 Dettagli                                                                             | Osaka             | Ito Yokado             | 3 - 0         | NEC Corporation        |
| 1991 Dettagli                                                                             | Osaka             | Unitika                | 3 - 0         | Ito Yokado             |
| 1992 Dettagli                                                                             | Osaka             | Daiei                  | 3 - 0         | Unitika Phoenix        |
| 1993 Dettagli                                                                             | Osaka             | Hitachi Belle Fille    | 3 - 0         | Odakyu                 |
| 1994 Dettagli                                                                             | Osaka             | Hitachi Belle Fille    | 3 - 0         | Daiei                  |
| 1995 Dettagli                                                                             | Osaka             | Unitika Phoenix        | 3 - 0         | NEC Red Rockets        |
| 1996 Dettagli                                                                             | Osaka             | Daiei Orange Attackers | 3 - 0         | NEC Red Rockets        |
| Dal 1997 al 2006 la competizione è denominata "Torneo Kurowashiki Coppa dell'Imperatrice" |                   |                        |               |                        |
| 1997 Dettagli                                                                             | Osaka             | NEC Red Rockets        | 3 - 2         | Daiei Orange Attackers |
| 1998 Dettagli                                                                             | Osaka             | Daiei Orange Attackers | 3 - 1         | Unitika Phoenix        |
| 1999 Dettagli                                                                             | Osaka             | Orange Attackers       | 3 - 0         | NEC Red Rockets        |
| 2000 Dettagli                                                                             | Osaka             | Ito Yokado Priaulx     | 3 - 0         | Unitika Phoenix        |
| 2001 Dettagli                                                                             | Osaka             | NEC Red Rockets        | 3 - 0         | Toyobo Orchis          |
| 2002 Dettagli                                                                             | Osaka             | Toray Arrows           | 3 - 1         | Toyobo Orchis          |
| 2003 Dettagli                                                                             | Osaka             | Pioneer Red Wings      | 3 - 0         | JT Marvelous           |
| 2004 Dettagli                                                                             | Osaka             | Toray Arrows           | 3 - 2         | JT Marvelous           |
| 2005 Dettagli                                                                             | Osaka             | Pioneer Red Wings      | 3 - 0         | Seagulls               |
| 2006 Dettagli                                                                             | Osaka             | Hisamitsu Springs      | 3 - 0         | Hitachi Sawa Rivale    |
| Dal 2007 la competizione è denominata "Torneo Kurowashiki"                                |                   |                        |               |                        |
| 2007 Dettagli                                                                             | Osaka             | Hisamitsu Springs      | 3 - 2         | JT Marvelous           |
| 2008 Dettagli                                                                             | Osaka             | Denso Airybees         | 3 - 0         | JT Marvelous           |
| 2009 Dettagli                                                                             | Osaka             | Toray Arrows           | 3 - 1         | Hisamitsu Springs      |
| 2010 Dettagli                                                                             | Osaka             | Toray Arrows           | 3 - 1         | JT Marvelous           |
| 2011 Dettagli                                                                             | Osaka             | JT Marvelous           | 3 - 1         | NEC Red Rockets        |
| 2012 Dettagli                                                                             | Osaka             | JT Marvelous           | 3 - 1         | Toray Arrows           |
| 2013 Dettagli                                                                             | Osaka             | Hisamitsu Springs      | 3 - 0         | NEC Red Rockets        |
| 2014 Dettagli                                                                             | Osaka             | Toyota Queenseis       | 3 - 1         | Toray Arrows           |
| 2015 Dettagli                                                                             | Osaka             | JT Marvelous           | 3 - 0         | Toyota Queenseis       |
| 2016 Dettagli                                                                             | Osaka             | JT Marvelous           | 3 - 2         | NEC Red Rockets        |
| 2017 Dettagli                                                                             | Osaka             | Denso Airybees         | 3 - 1         | Hitachi Rivale         |
| 2018 Dettagli                                                                             | Osaka             | JT Marvelous           | 3 - 0         | Hisamitsu Springs      |
| 2019 Dettagli                                                                             | Osaka             | Toray Arrows           | 3 - 0         | Hitachi Rivale         |
| 2020                                                                                      | Kawasaki          | Non disputato          | Non disputato | Non disputato          |
| 2021 Dettagli                                                                             | Osaka             | Non terminato          | Non terminato | Non terminato          |
| 2022 Dettagli                                                                             | Osaka             | Toray Arrows           | 3 - 1         | PFU BlueCats           |
| 2023 Dettagli                                                                             | Osaka             | PFU BlueCats           | 3 - 1         | Saitama Ageo Medics    |
| 2024 Dettagli                                                                             | Osaka             | Okayama Seagulls       | 3 - 0         | Denso Airybees         |
| 2025 Dettagli                                                                             | Osaka             | Tsukuba Daigaku        | 3 - 0         | Breath Hamamatsu       |

## Palmarès
| Squadre              | Titoli | Edizioni                                                                                                   |
| -------------------- | ------ | --- |
| Unitika Phoenix      | 18     | 1953, 1956, 1957, 1958, 1959, 1961, 1962, 1963, 1964, 1965, 1966, 1967, 1969, 1971, 1981, 1989, 1991, 1995 |
| Hitachi Belle Fille  | 17     | 1968, 1972, 1973, 1974, 1975, 1976, 1977, 1978, 1979, 1982, 1983, 1984, 1985, 1987, 1988, 1993, 1994       |
| Toray Arrows Shiga   | 6      | 2002, 2004, 2009, 2010, 2019, 2022                                                                         |
| Orange Attackers     | 5      | 1986, 1992, 1996, 1998, 1999                                                                               |
| Osaka Marvelous      | 5      | 2011, 2012, 2015, 2016, 2018                                                                               |
| Kurabo               | 3      | 1952, 1955, 1960                                                                                           |
| SAGA Springs         | 3      | 2006, 2007, 2013                                                                                           |
| Ito Yokado Priaulx   | 2      | 1990, 2000                                                                                                 |
| Red Rockets Kawasaki | 2      | 1997, 2001                                                                                                 |
| Pioneer Red Wings    | 2      | 2003, 2005                                                                                                 |
| Denso Airybees       | 2      | Dettagli, 2017                                                                                             |
| Kanebo               | 1      | 1954 |
| Yashica              | 1      | 1970 |
| Stati Uniti          | 1      | 1980 |
| Queenseis Kariya     | 1      | 2014 |
| PFU BlueCats Kahoku  | 1      | 2023 |
| Okayama Seagulls     | 1      | 2024 |
| Tsukuba Daigaku      | 1      | 2025 |